# Acratosaura spinosa
Acratosaura spinosa là một loài thằn lằn trong họ Gymnophthalmidae. Loài này được Rodrigues, Cassimiro, De Freitas & Santos Silva mô tả khoa học đầu tiên năm 2009.